# Fabrizio Colonna
Fabrizio Colonna (né v. 1450 à Rome, capitale des États pontificaux, et mort le 18 mars 1520 à Aversa) fut un condottiere italien, comte de Tagliacozzo, membre de la famille Colonna.

## Biographie
Fabrizio Colonna est le fils de d'Eduardo Colonna et de Filippa Conti. On sait qu'il est né avant 1452. Il est le frère de Giovanni Colonna et le cousin de Prospero Colonna.
Très investi dans les affaires du royaume de Naples, il en est un des principaux personnages. En 1481, il combat contre les Turcs à Otrante pour Alphonse d'Aragon qui l'investit du duché dei Marsi. Il passe cependant avec son cousin Prospero au service du roi de France Charles VIII en 1494 dès son arrivée dans la Péninsule. il obtient en retour les fiefs d'Alba et de Tagliacozzo, fiefs confirmés par Frédéric II d'Aragon auquel il prête serment dès que Charles VIII quitte l'Italie. Frédéric II lui offre de nombreux autres fiefs et une rente de 6 000 ducats par an pour l'avoir aidé à entrer dans Naples. Le 19 mai 1498, il le nomme grand connétable.
Il épouse Agnese da Montefeltro, la fille de Ferédéric III da Montefeltro, premier duc d'Urbino et condottiere, et s'installe à Naples.
Il est général dans la Sainte Ligue, qui lutte contre Louis XII de France dans les guerres d'Italie. Lors de la première expédition française, le roi lui donne les pleins pouvoirs et lui confie la défense de Capoue tandis que Prospero est chargé de celle de Naples. Ils sont tous les deux capturés et emprisonnés au Castel Nuovo. Ils s'en échappent et, fidèles aux Aragonnais, ils participent à la reconquête des Abruzzes. En 1511, Fabrizio est nommé lieutenant du royaume, puis en 1515, grand connétable, dignité héréditaire.
Battu à Marignan, il séjourne à Florence où il rencontre Machiavel qui le tient en haute estime et le considère, sans doute de manière exagérée, comme le parangon de la loyauté et du patriotisme.
Il meurt au faîte de sa gloire le 15 août 1520 dans son palais d'Averso.
Il a une fille, Vittoria Colonna, qui est une proche de Michel-Ange.
Son neveu Marcantonio Colonna est également général et amiral.

## Dans la littérature
Fabrizio Colonna est l'interlocuteur principal dans l’ouvrage L'Art de la guerre de Machiavel, où il est dépeint comme une référence en matière de stratégies et de tactiques militaires. Dans une conversation imaginaire avec trois jeunes Florentins, il échange autour de deux idées, le refus des mercenaires et la supériorité de l'infanterie, qui lui font condamner les capitaines d'aventure. Il y prône le service loyal auprès d'un grand souverain. 